# Światowy Dzień Statystyki
Światowy Dzień Statystyki (ang. World Statistics Day) – święto obchodzone co pięć lat 20 października, ustanowione przez Zgromadzenie Ogólne ONZ (rezolucja 64/267) 3 czerwca 2010 roku z inicjatywy Komisji Statystycznej ONZ.
Obchody Dnia Statystyki mają zwrócić uwagę światowej opinii publicznej na usługi świadczone przez globalny System Informacji Statystycznej (ang. Statistical information system, SIS).
W tym dniu odbywają się w wielu krajach ONZ konferencje i seminaria w celu popularyzacji wiedzy o roli statystyki w procesie decydowania o kierunkach rozwoju gospodarczego i społecznego, a także wzmocnienia zaufania do statystyki publicznej.
Dzień ten stanowi również wyraz uznania dla statystyków za ich wybitny wkład w opracowanie i udostępnianie danych statystycznych stanowiących podstawę dla wielu decyzji podejmowanych przez Rządy, kierownicze gremia gospodarcze i wspólnoty lokalne. 

## Obchody na świecie
Francja
We Francji Narodowy Dni Statystyki obchodzone są od 1970 roku z inicjatywy  stowarzyszenia statystyki i jej stosowania (fr. Association pour la Statistique et ses Utilisations, ASU). Obecnie kontynuatorem obchodów jest Francuskie Towarzystwo Statystyczne (fr. Société française de statistique, SFdS).
Polska
Od 2008 roku w Polsce obchodzony jest corocznie 9 marca Dzień Statystyki Polskiej,  uchwalony na zebraniu Komitetu Statystyki i Ekonometrii PAN.